# إيغور مارتينيز
إيغور مارتينيز (بالإسبانية: Igor Martínez)‏ (19 يوليو 1989 فيتوريا-غاستيز إسبانيا - ) هو لاعب كرة قدم إسباني يلعب كلاعب وسط.

## روابط خارجية
- إيغور مارتينيز على موقع قاعدة بيانات كرة القدم.إي يو (الإنجليزية)
- إيغور مارتينيز على موقع Soccerbase.com (لاعب) (الإنجليزية)
- إيغور مارتينيز على موقع Soccerway.com (الإنجليزية)
- إيغور مارتينيز على موقع AS.com (الإسبانية)